# Clifford Possum Tjapaltjarri
Clifford Possum Tjapaltjarri AO (* 1932 in der Napperby Station bei Alice Springs; † 21. Juni 2002 in Alice Springs) war ein australischer Maler. Er war einer der anerkanntesten und erfolgreichsten Künstler der modernen Malerei der Aborigines aus der Aborigine-Künstlergemeinschaft Papunya Tula in der Western-Desertregion. Seine Werke wurden in zahlreichen Galerien und Sammlungen Australiens und der ganzen Welt ausgestellt.

## Leben
Über sein Leben ist relativ wenig bekannt. Sein Vater war Gwoya Jungarai, das bekannteste Gesicht eines Aborigines in Australien, da es auf zwei australischen Währungsmünzen abgebildet ist. Seine zwei Schwestern, Gabriella Possum Nungurayyi und Michelle Possum Nungurayyi, die wie er bekannte Künstler waren, und die Künstlergemeinde von Papunya waren sich zunächst über seinen Bestattungsort uneinig und darum wurde er in Yuelamu erst einige Wochen nach seinem Tod beerdigt.

## Werk
Clifford Possum lebte in Papunya im Northern Territory in der Western-Desertregion und er entwickelte als erster den Stil des Dot-Painting, die Punkte-Malerei, die er in Acryl ausführte. Gefördert wurde der Malstil durch den jungen Schullehrer Geoffrey Bardon, der in den frühen 1970er Jahren nach Papunya kam und die Aborigines aufforderte, ihre Traumzeit-Geschichten in ihrer Malerei und darstellenden Kunst wiederzugeben. Clifford Possum wurde die herausragende Künstlerpersönlichkeit dieser neuen Malschule, die in Australien Papunya Tula genannt wird.
Tjapaltjarri legte wie vor ihm Albert Namatjira den Weg für weitere Aborigine-Maler frei und machte die Aboriginekunst nicht nur als traditionelle Kunstrichtung, sondern als einen neuen Kunststil weltweit bekannt.
Für seine Verdienste als Mitwirkender und Pionier bei der Entwicklung der westlichen Wüstenkunstbewegung und für die indigene Gemeinschaft durch die Interpretation alter Traditionen und kultureller Werte wurde er 2002 zum Officer des Order of Australia ernannt.
Clifford Possum starb in Alice Springs im Alter von ungefähr 70 Jahren und nach seinem Tod erzielten seine Arbeiten höchste Steigerungsraten auf dem Kunstmarkt. Seine Arbeit, die für 1.200 erstmals verkauft wurde, erzielte bei einer Auktion von Sotheby’s 2.500.000 australische Dollar. Das war mehr als das Doppelte dessen, was je ein Kunstwerk der Aborigines erzielt hatte. Am Tag nach der Versteigerung wurde bekannt, dass die National Gallery of Australia das Werk im Auftrag der Regierung ersteigert hatte, da diese verhindern wollte, dass es nach Übersee verloren geht.